# 卡哈奇米利烏克 (亞利桑那州)
卡哈奇米利烏克（英語：Kahachi Miliuk）是位於美國亞利桑那州皮馬縣的一個非建制地區。該地的面積和人口皆未知。

## 地理
卡哈奇米利烏克的座標為31°48′09″N 111°41′47″W / 31.80250°N 111.69639°W，而該地的平均海拔高度為901米（即2956英尺）。